# Squadra liechtensteinese di Coppa Davis
La squadra liechtensteinese di Coppa Davis rappresenta il Liechtenstein nella Coppa Davis, ed è posta sotto l'egida della Liechtensteiner Tennisverband.
La squadra ha esordito nel 1996, e il suo miglior risultato è il raggiungimento del Gruppo III della zona Europa.

## Organico 2024
Vengono di seguito illustrati i convocati per ogni singolo turno della Coppa Davis 2024. A sinistra dei nomi la nazione affrontata e il risultato finale. Fra parentesi accanto ai nomi, il ranking del giocatore nel momento della disputa degli incontri (la "d" indica che il ranking corrisponde alla specialità del doppio).
| Zona Europa Gruppo IV | Zona Europa Gruppo IV                                      |
| Islanda (2–1)         | Moritz Glauser (f.r.) Serafin Zund (f.r.) Leo Hanke (f.r.) |
| --------------------- | ---------------------------------------------------------- |

| Zona Europa Gruppo IV | Zona Europa Gruppo IV                                      |
| San Marino (1–2)      | Moritz Glauser (f.r.) Serafin Zund (f.r.) Leo Hanke (f.r.) |
| --------------------- | ---------------------------------------------------------- |

| Zona Europa Gruppo IV | Zona Europa Gruppo IV                                      |
| Andorra (2–1)         | Moritz Glauser (f.r.) Serafin Zund (f.r.) Leo Hanke (f.r.) |
| --------------------- | ---------------------------------------------------------- |

| Zona Europa Gruppo IV - Playoff | Zona Europa Gruppo IV - Playoff                            |
| Malta (0–2)                     | Moritz Glauser (f.r.) Serafin Zund (f.r.) Leo Hanke (f.r.) |
| ------------------------------- | ---------------------------------------------------------- |